# Балдоннел
Балдоннел (англ. Baldonnel; ирл. Baile Dhónaill) — пригород Дублина в Ирландии, находится в графстве Южный Дублин (провинция Ленстер).

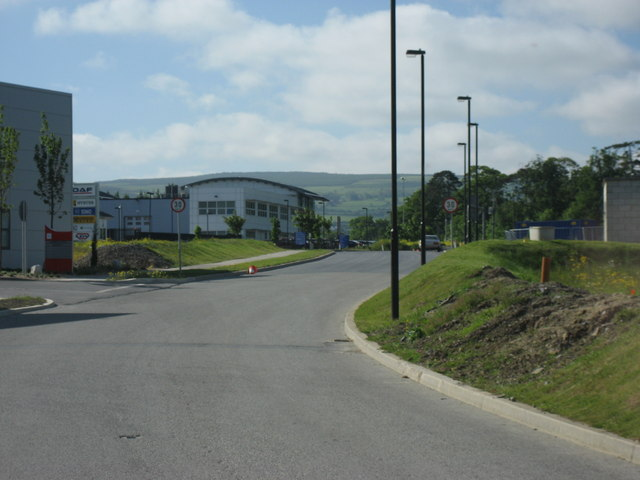

Балдоннел расположен в 16 км южнее Дублина и известен как пригород, в котором с 1922 до 1939 года была расположена штаб-квартира воздушного корпуса Ирландии. 12 апреля 1928 года команда из трёх человек совершила первой в истории трансатлантический перелёт с востока на запад, который продолжался 37 часов, стартовал в Балдоннеле и завершился в Гринли-Айленд (Ньюфаундленд). В настоящее время в Балдоннеле находится лётная школа корпуса.
Около Балдоннела находится аэропорт Casement (другое название — Baldonnel), в котором расположен музей авиации (англ. Air Corps Museum) и который по сути является вторым аэропортом Дублина, так как менее подвержен туманам.